# Nzolameso v City of Westminster
 (juin 2018).
Nzolameso v City of Westminster est un jugement rendu en 2015 par la Cour suprême du Royaume-Uni au sujet des obligations de prise en charge de sans-abri par les conseils locaux.
La section 208(1) du Housing Act 1996 (en) contraint les autorités locales à assurer « dans la mesure du possible » l'hébergement des sans domicile fixe de leur territoire.

## Contexte
En novembre 2012, Titina Nzolameso, réfugiée congolaise devenue citoyenne britannique, mère célibataire de cinq enfants âgés de 8 à 14 ans, est expulsée de son logement à Westminster,. Elle formule donc une demande de logement au conseil municipal de Westminster (en), conformément aux dispositions prévues pour les sans-abri. En janvier 2013, le conseil municipal lui propose une maison à Bletchley, à environ 80 km de son ancien lieu de résidence. Nzolameso décline cette proposition au motif qu'elle résidait à Westminster, souffre de problèmes de santé et ne souhaite pas voir ses enfants changer d'école. À la suite de ce refus, le conseil de Westminster annonce à Nzolameso la fin de son devoir d'hébergement,. Nzolameso cherche à faire réexaminer la décision du conseil,, comme l'autorise la section 202 du Housing Act 1996.
En novembre 2014, le juge Sir Martin Moore-Bick autorise les autorités à reloger Titina Nzolameso à Bletchley.

## Décision de la Cour suprême
Le jugement de la Cour suprême invalide la décision du conseil municipal de Westminster de s'acquitter de ses obligations envers Titina Nzolameso :
« It follows that the authority cannot show that their offer of the property in Bletchley was sufficient to discharge their legal obligations towards the appellant under the 1996 Act. Moreover, their notification to the appellant that their duty towards her had come to an end was purportedly given in circumstances where she did not know, and had no means of knowing, what, if any, consideration had been given to providing accommodation in or nearer to the borough, apart from the general standard paragraph in the letter offering her the Bletchley accommodation the previous day. »
« Il résulte que les autorités ne peuvent montrer que leur proposition de logement à Bletchley suffise à s'acquitter de leurs obligations légales envers l'appelante en vertu de l'Act de 1996. En outre, l'annonce à l'appelante de la fin des devoirs du conseil de Westminster envers elle a été volontairement faite dans des circonstances où elle ne connaissait pas, et n'avait aucun moyen de prendre connaissance, des efforts, s'il y avait, de recherche d'un logement dans ou à proximité du quartier, à l'exception du paragraphe de formulation standard figurant dans la lettre lui proposant le logement de Bletchley la veille. »
Fin 2015, Nzolameso vit de nouveau avec ses enfants, qui avaient été relogés dans une famille d'accueil par les services sociaux. Nzolameso dit regretter d'avoir refusé la première offre de relogement.

### Note
1. ↑  Para 32 : « an obligation to give reasons for a decision is imposed so that the persons affected by the decision may know why they have won or lost and, in particular, may be able to judge whether the decision is valid and therefore unchallengeable or invalid and therefore open to challenge » (« une obligation de donner des raisons pour une décision est imposée afin que les personnes affectées par la décision puissent savoir pourquoi elles ont gagné ou perdu et, plus spécifiquement, soient en mesure de juger si la décision est valide et de ce fait incontestable ou invalide et donc ouverte à la contestation ») : voir R v City of Westminster, Ex p Ermakov (1996) 28 HLR 819, 826-827.